# Radvanice (ort i Tjeckien, Olomouc)
Radvanice är en ort i Tjeckien. Den ligger i regionen Olomouc, i den östra delen av landet, 230 km öster om huvudstaden Prag. Radvanice ligger 265 meter över havet och antalet invånare är 285.
Terrängen runt Radvanice är platt åt sydväst, men åt nordost är den kuperad. Runt Radvanice är det ganska tätbefolkat, med 72 invånare per kvadratkilometer. Närmaste större samhälle är Olomouc, 18,8 km nordväst om Radvanice. Trakten runt Radvanice består till största delen av jordbruksmark.